# Al-Adli
al-Adli (800-870) foi um forte jogador de Xatranje, um dos antecessores do xadrez, do século IX, tendo sido patronado por vários califas de Bagdá, incluindo Aluatique e Mutavaquil. Ele escreveu um livro sobre o Xatranje (Kitab ash-shatranj) e um sobre o gamão (Kitab an-nard). Apesar dos livros terem sido perdidos, alguns de seus problemas, estudos de finais e sistemas de aberturas sobreviveram, assim com informações sobre o chaturanga, versão indiana anterior ao Xatranje. Foi também o primeiro a classificar os jogadores conforme sua habilidade no jogo e a categorizar aberturas em posições denominadas tabiya.